# 洞阳镇
洞阳为中国湖南省浏阳市下辖镇，由原洞阳乡和砰山乡于1995年合并设立。洞阳位于浏阳市西部，辖域西与永安镇接壤，北与北盛镇毗邻，东与蕉溪乡、太平桥镇交界，南连长沙县江背镇。全镇辖域总面积105.5平方公里，总人口35,526人(2000年人口普查)，下辖5个社区、6个行政村。

## 现行行政区划
全镇下辖5个社区、6个行政村，分别为洞阳社区、东园社区、南园社区、北园社区和幸福泉社区，龙洞村、九溪村、砰山村、观前村、长东村和西园村。

## 旅游景点
灵圣寺是当地著名的佛寺。